# Clive M. Schmitthoff
Clive M. Schmitthoff (* 24. März 1903 in Berlin als Maximilian Schmulewitz; † 30. September 1990 in London) war ein britischer Rechtswissenschaftler und Hochschullehrer deutscher Herkunft.

## Leben und Wirken
Schmitthoff wurde 1903 in Berlin als Sohn des jüdischen Rechtsanwalts Hermann Schmulewitz und seiner Gattin Anna geboren. Zur Kaschierung der jüdischen Herkunft änderte die Familie den Namen später in Schmitthoff. Schmitthoff besuchte das Berliner Friedrichsgymnasium, wo er 1921 sein Abitur ablegte. Anschließend studierte er Rechtswissenschaften an der Universität Freiburg. Später wechselte er an die Humboldt-Universität zu Berlin, wo er sein Erstes Staatsexamen bestand und 1927 unter Betreuung von Martin Wolff mit der aktienrechtlichen Schrift „Die Verwaltungsaktie: Herrschafts- und Vorratsaktie; ihre rechtlichen und wirtschaftlichen Grundlagen“ zum Dr. iur. utr. promoviert wurde. Über Wolff wurde Schmitthoffs spätere Neigung zur internationalen Privatrechtsvergleichung begründet.
Nach Beendigung seiner juristischen Ausbildung ließ sich Schmitthoff 1929 als Rechtsanwalt am Kammergericht nieder und war nebenbei wissenschaftlich tätig. Nach der Machtergreifung durch die Nationalsozialisten musste er seine Praxis 1933 jedoch aufgeben und wanderte nach England aus. Dort durchlief er nochmals nach englischem Recht die volle Ausbildung zum Juristen und wurde 1936 als Barrister an Gray’s Inn zugelassen. Im Zweiten Weltkrieg kämpfte er auf britischer Seite und änderte seinen Namen zeitweilig zu Clive MacMillan, um im Falle einer Gefangennahme seine deutsche Herkunft zu verschleiern. Hieraus entwickelte sich nach dem Krieg der später verwendete Namen Clive M. Schmitthoff. Nach Kriegsende nahm er eine Professur an der City of London Polytechnic wahr, die er bis zu seiner Emeritierung innehatte. Dort bot er in Großbritannien unter den Studenten sehr beliebte Sommerkurse an. Daneben hatte er eine Professur an der University of Kent inne. Außerdem war er 1976 bis 1986 Professor am Gresham College. Schmitthoff war Ehrendoktor der Philipps-Universität Marburg, der Universität Bern, der Heriot-Watt University, der University of Canterbury und der Universität Bielefeld sowie Honorarprofessor der Ruhr-Universität Bochum.
Schmitthoff widmete sich vor allem der internationalen Privatrechtsvergleichung. Dort wiederum bildete ein Schwerpunkt das internationale Handelsrecht. Er war Mitglied zahlreicher Kommissionen, die sich der Angleichung des europäischen Handelsrechts widmeten. Eines seiner Gutachten über das internationale Kaufrecht von 1966 führte zur Einsetzung der Kommission der Vereinten Nationen für internationales Handelsrecht (UNCITRAL), auf die unter anderem das Übereinkommen über Verträge über den internationalen Warenkauf von 1980 (UN-Kaufrecht) zurückgeht. Außerdem stammen aus Schmitthoffs Feder diverse, in wiederholter Auflage erschienene Bücher in englischer Sprache über das internationale Handelsrecht, die weit über die Grenzen von Großbritannien hinaus als Standardwerke galten. Darunter hervorzuheben ist Palmer’s Company Law, das er mit weitreichenden Beiträgen versehen und seit 1959 als Chief Editor betreut hat.

## Schriften (Auswahl)
- Die Verwaltungsaktie: Herrschafts- und Vorratsaktie; ihre rechtlichen und wirtschaftlichen Grundlagen. Julius Springer, Berlin 1927 (Dissertation).
- mit Julius Flechtheim und Martin Wolff: Die Satzungen der deutschen Aktiengesellschaften. J. Bensheimer, Mannheim 1929.
- A complete course of commercial German including commercial correspondence, commercial geography, commercial law, reading passages, and double vocabularies. Pitman, London 1937 (englisch).
- A textbook of the English conflict of laws. 2. Auflage. Stevens & Sons, London 1948 (englisch).
- Sources of the Law of International Trade. London 1964 (englisch).
- Das Neue Recht des Welthandels. In: Rabels Zeitschrift für ausländisches und internationales Privatrecht / The Rabel Journal of Comparative and International Private Law. Band 28, Nr. 1, 1964, ISSN 0033-7250, S. 47–67, JSTOR:27874500.
- Sale of Goods. 2. Auflage. Stevens, London 1966, ISBN 978-0-420-39710-2 (englisch).
- The export trade: A manual of law and practice. 9. Auflage. Stevens, London 1990 (englisch).